# Ivan Jakubec
Ivan Jakubec (* 21. prosince 1960 Praha) je český historik, odborník na dějiny techniky, dopravy a infrastruktury.
V roce 1984 absolvoval Filozofickou fakultu Univerzity Karlovy v Praze (dvouoborová historie), se kterou od roku 1990 spojil i svou profesní dráhu. Působí v Ústavu hospodářských a sociálních dějin, jehož je momentálně zástupcem ředitele. V letech 1997–2000 byl proděkanem pro vědu a výzkum a po následující čtyři roky prorektorem pro akademické kvalifikace a doktorské studium. Spolupracuje rovněž s katedrou hospodářských dějin Vysoké školy ekonomické, je členem několika redakčních a vědeckých rad.
Věnuje se moderním hospodářským dějinám, historii techniky, a zejména pak dějinám dopravy a infrastruktury s obzvláštním zřetelem k železnicím a říční plavbě v českém a německém prostoru. Mimo vědeckých prací je autorem desítek odborných posudků a expertíz pro instituce a organizace v Česku i Německu.

## Knižní publikace
- Vývoj československých a německých drah 1929–1937. Praha : Karolinum, 1991.
- Železnice a Labská plavba ve střední Evropě 1918–1938. Dopravněpolitické vztahy Československa, Německa a Rakouska v meziválečném období. Praha : Karolinum, 1997.
- Československo-německé dopravněpolitické vztahy v období studené války se zvláštním zřetelem na železnici a labskou plavbu (1945/1949–1989). Praze : Karolinum, 2006.
- Dějiny hospodářství českých zemí. Od počátku industrializace do konce habsburské monarchie. Praha : Karolinum, 2006. (se Z. Jindrou; dva svazky)
- Transfer inovací. Patenty, licence a celní úlevy v meziválečném Československu. Praha : Filozofická fakulta Univerzity Karlovy, 2014.
- Hospodářský vzestup českých zemí od poloviny 18. století do konce monarchie. Praha : Karolinum, 2015. (se Z. Jindrou a kolektivem)

## Členství v odborných komisích a profesních organizacích
- Národní komitét pro dějiny vědy při AV ČR (předseda)
- Deutsche Verkehrswissenschaftliche Gesellschaft (mimořádný člen)
- Česká společnost pro výzkum 18. století
- International Railway History Association
- Sdružení historiků České republiky
- Společnost pro dějiny věd a techniky
- (ex) Humboldtův klub České republiky (člen výboru)
- (ex) Společnost pro hospodářské a sociální dějiny (člen výboru)